# Прапор Тамбовської області

Прапор Тамбовської області

Прапор Тамбовської області є символом Тамбовської області. Прийнято 22 лютого 2005 року.

## Опис
Прапор Тамбовської області являє собою прямокутне полотнище, що складається із двох рівних вертикальних смуг червоного й синього кольорів, і двостороннім зображенням герба Тамбовської області в повній версії з короною й орденською стрічкою. 
- Відношення ширини прапора до довжини — 2:3
- Габаритна ширина щита герба на прапорі становить 1/6 довжини прапора

## Тлумачення символіки
Офіційне тлумачення символіки прапора: 
- червоний колір є символом мужності, стійкості, хоробрості жителів області, відбиває їхню великодушність, прагнення до єдності й солідарності, наступність поколінь, нагадує про колір історичних прапорів Русі, емблем Тамбовських полків і прапорів радянського періоду
- синій колір полотнища прапора означає велич, природну красу й чистоту Тамбовського краю, вірність його традиціям, бездоганність і добробут